# Actia painei
Actia painei är en tvåvingeart som beskrevs av Crosskey 1962. Actia painei ingår i släktet Actia och familjen parasitflugor. Inga underarter finns listade i Catalogue of Life.